# هارفي ليم
هارفي ليم (بالإنجليزية: Harvey Lim)‏ (30 أغسطس 1967 في المملكة المتحدة - ) هو مدرب كرة قدم ولاعب كرة قدم بريطاني في مركز حراسة المرمى. لعب مع نادي بليموث أرجايل ونادي غيلينغهام ونورويتش سيتي وFriska Viljor FC ‏ ونادي كيترينغ تاون وSing Tao SC ‏.